# Șevcenkove, Rozdilna
Șevcenkove (în ucraineană Шевченкове) este un sat în comuna Rozdilna din raionul Rozdilna, regiunea Odesa, Ucraina.

## Demografie
Componența lingvistică a localității Șevcenkove
     Ucraineană (89,47%)
     Rusă (5,26%)
     Română (5,26%)
Conform recensământului din 2001, majoritatea populației localității Șevcenkove era vorbitoare de ucraineană (89,47%), existând în minoritate și vorbitori de rusă (5,26%) și română (5,26%).